# Grisolles (Tarn e Garonna)
Grisolles è un comune francese di 3 555 abitanti situato nel dipartimento del Tarn e Garonna nella regione dell'Occitania.

## Monumenti

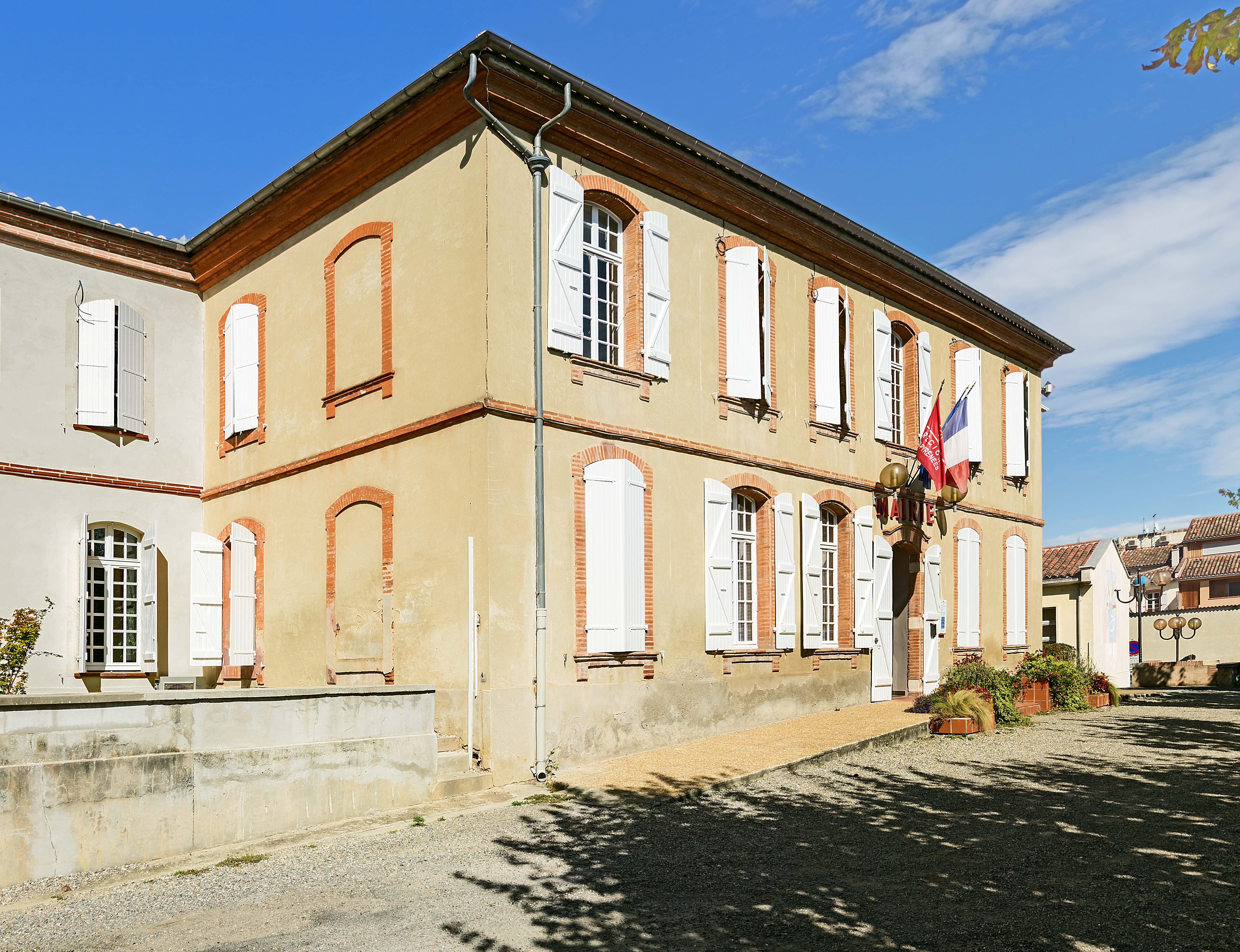
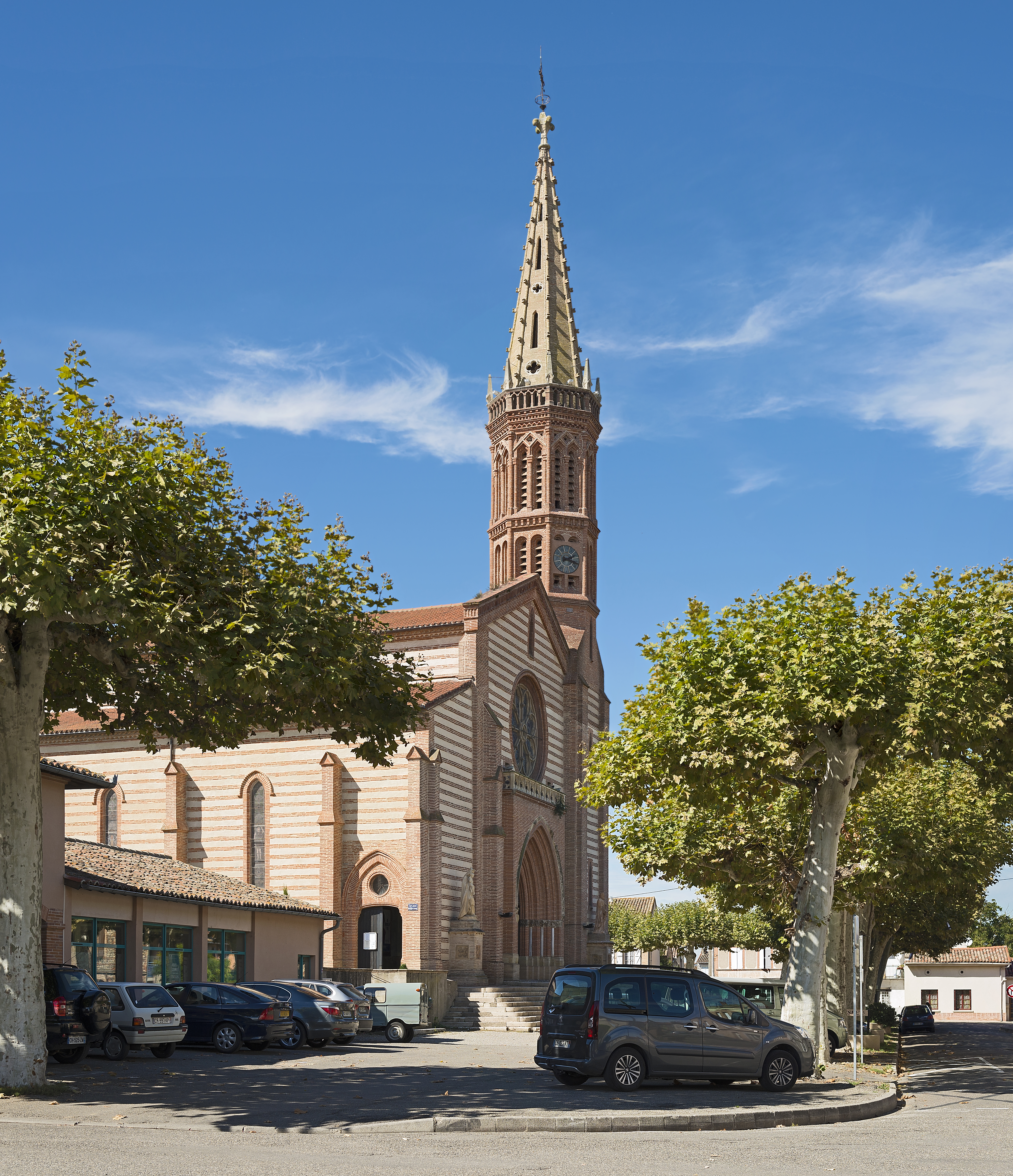
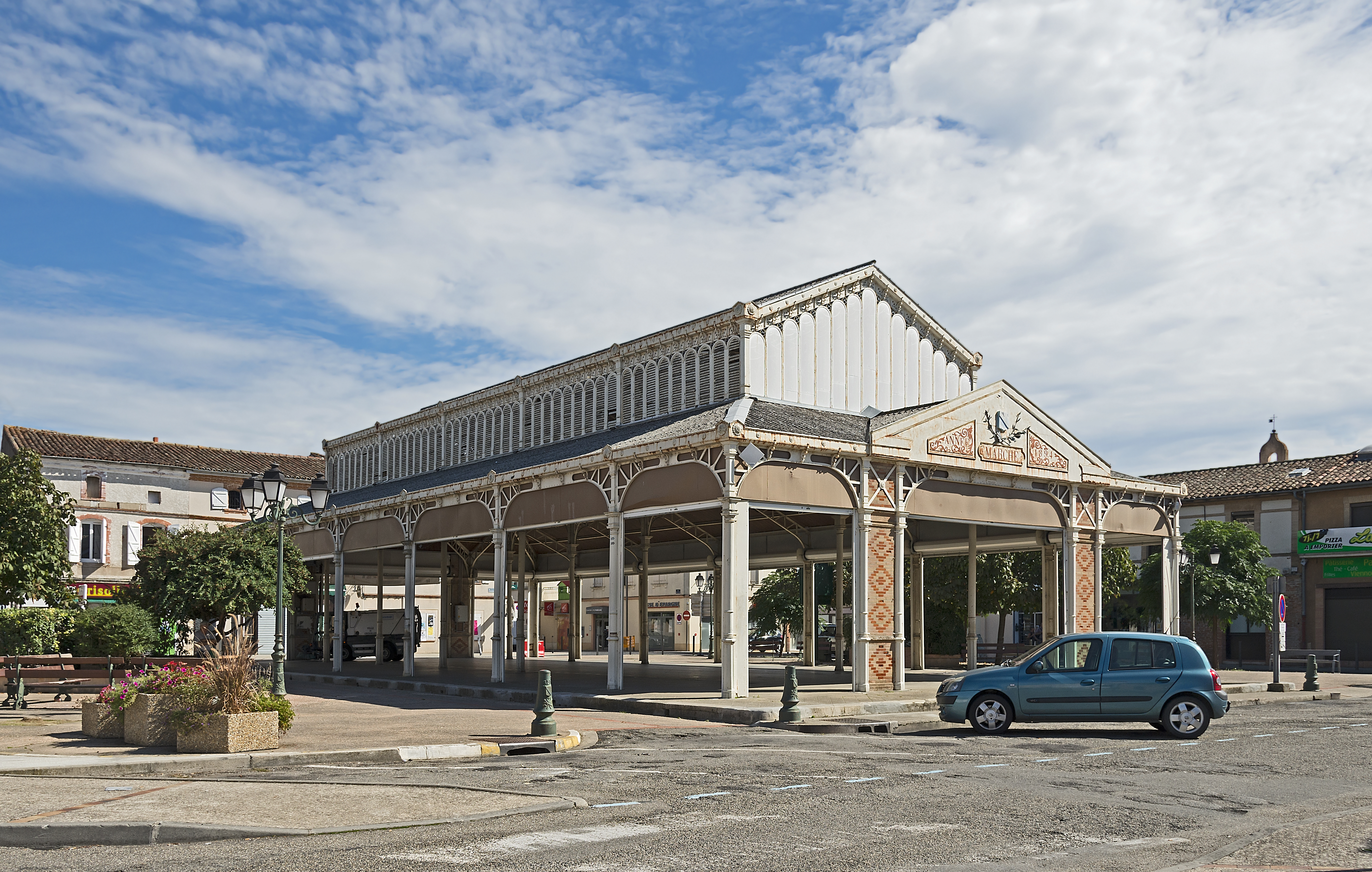
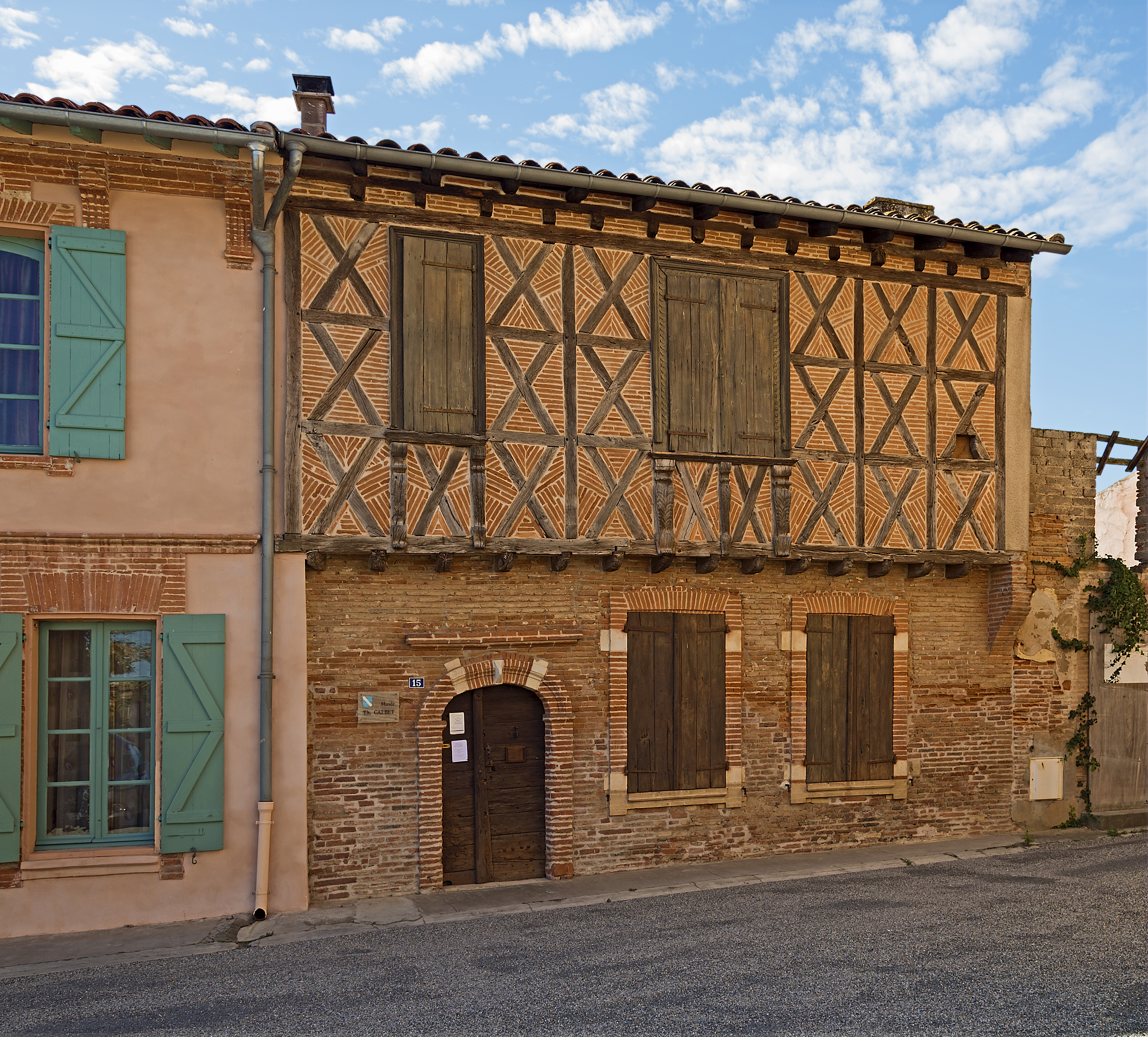

## Società

### Evoluzione demografica
Abitanti censiti